# Cibogor (Bogor Tengah)
Cibogor is een bestuurslaag in het regentschap Kota Bogor van de provincie West-Java, Indonesië. Cibogor telt 7581 inwoners (volkstelling 2010).